# Andie MacDowell

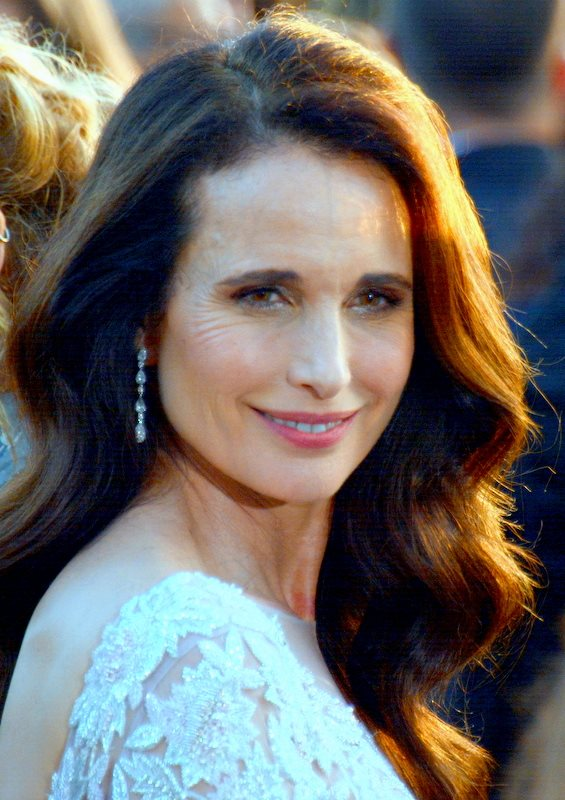
Andie MacDowell in Cannes (2015)

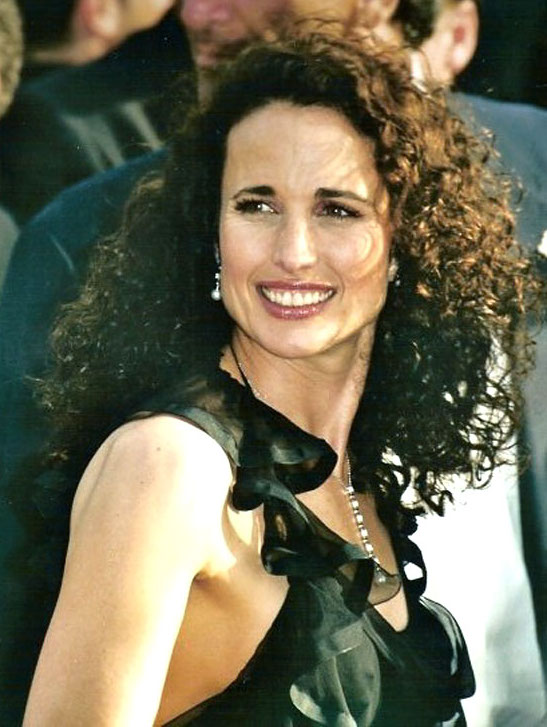
Andie MacDowell in Cannes (2003)

Andie MacDowell (* 21. April 1958 als Rosalie Anderson MacDowell in Gaffney, South Carolina) ist eine US-amerikanische Schauspielerin und ein ehemaliges Model.

## Leben
Andie MacDowell wuchs als eine von vier Töchtern in Gaffney, South Carolina, auf. MacDowell hat englische, französische, irische, schottische und walisische Wurzeln. Ihre Eltern trennten sich, als sie sechs Jahre alt war. Ihre Mutter litt fortan an Depressionen und Alkoholismus. 1981 verstarb sie an den Folgen ihres übermäßigen Alkoholkonsums.
1986 heiratete sie den Modelkollegen Paul Qualley, mit dem sie drei Kinder bekam: Justin (* 1986), Rainey (* 1990) und Margaret Qualley (* 1994). Die Ehe wurde 1999 geschieden. In den Jahren 2001 bis 2004 war sie mit dem Geschäftsmann Rhett DeCamp Hartzog verheiratet und ist seit 2006 mit Kevin Geagan, einem Geschäftsmann aus North Carolina, liiert.
Beim jährlich gefeierten Wiener Opernball war MacDowell 2004 Ehrengast des österreichischen Bauunternehmers Richard Lugner. Ein Wendepunkt in ihrer Karriere war die Ablehnung der Rolle in Angeklagt (1991), die dann an Jodie Foster ging und dafür mit dem Oscar ausgezeichnet wurde.
MacDowell äußerte sich Januar 2025 in einem Interview mit dem Moderator Jimmy Fallon über die Auswirkungen des Erfolges ihrer Tochter Margaret Qualley. Sie bezeichnete ihre aktuelle Situation als „umgekehrten Nepotismus“ und erklärte, dass sie durch den Erfolg ihrer Tochter in ein neues Licht gerückt werde und sie heute aufgrund der Bekanntheit ihrer Tochter als „cool“ wahrgenommen werde. Im selben Monat gab die Schauspielerin bekannt, dass sie mit dem sogenannten Piriformis-Syndrom kämpft, einer Erkrankung, die starke Schmerzen und Bewegungseinschränkungen zur Folge hat. In der Drew Barrymore Show erklärte sie, wie sie zunächst dachte, eine Hüftoperation stünde ihr bevor, und wie gezieltes Training ihr Leben positiv veränderte.

## Karriere
MacDowell besuchte zunächst ein College, bis sie 1978 nach New York ging. Dort begann sie bei einer Agentur als Model zu arbeiten. Bekannt wurde sie mit ihrer Arbeit für die Kosmetik- und Haarpflege-Firma L’Oréal, mit der sie immer noch in Verbindung steht. Fernsehwerbespots für Calvin Klein brachten ihr Aufmerksamkeit ein und führten 1984 zu ihrem Filmdebüt in Greystoke – Die Legende von Tarzan, Herr der Affen. Die Produzenten entschieden sich dafür, MacDowells Text durch Glenn Close synchronisieren zu lassen, weil ihr Südstaatenakzent nicht zu der britischen Aristokratin passte, die sie verkörperte. 1985 hatte sie eine kleine Rolle in St. Elmo’s Fire, und ihre Filmkarriere schien schon am Ende. Vier Jahre später jedoch drehte Steven Soderbergh mit ihr seinen ersten Kinofilm, Sex, Lügen und Video.
Ihr bislang größter Erfolg wurde die 1993 gedrehte Komödie Und täglich grüßt das Murmeltier von Harold Ramis, in der sie neben Bill Murray die Hauptrolle spielte. Darüber hinaus ist sie bekannt durch ihre Rollen in Green Card (1990), Short Cuts (1993) und Vier Hochzeiten und ein Todesfall (1994). Im Film Michael singt sie einen Country-Song von Randy Newman.
Obwohl ihre Filmkarriere in den 1990er Jahren auf Hochtouren lief, verblassten ihre Hollywood-Erfolge in den 2000er Jahren etwas. Filme wie Heiraten für Fortgeschrittene (2001), Daydream Nation (2010) und Magic Mike XXL (2015) konnten nicht an ihre früheren Erfolge anknüpfen.
MacDowell wandte sich daher zunehmend dem Fernsehen zu. Ab 2012 war sie in der Fernsehserie Jane by Design zu sehen. Besonders erfolgreich war ihre Rolle in der Dramedy-Serie Cedar Cove – Das Gesetz des Herzens (2013–2015), in der sie die Hauptrolle spielte und damit ihre Präsenz im TV-Bereich ausbaute.
Andie MacDowell war dreimal für den Golden Globe nominiert. In Deutschland wird sie von Evelyn Maron und Ulrike Möckel synchronisiert.
Neben der Schauspielerei ist sie weiterhin für den Kosmetikkonzern L’Oréal tätig.

## Filmografie (Auswahl)
- 1984: Greystoke – Die Legende von Tarzan, Herr der Affen (Greystoke: The Legend of Tarzan, Lord of the Apes)
- 1985: St. Elmo’s Fire – Die Leidenschaft brennt tief (St. Elmo’s Fire)
- 1988: Das Geheimnis der Sahara (Il segreto del Sahara, Fernsehmehrteiler)
- 1989: Sex, Lügen und Video (Sex, Lies, and Videotape)
- 1990: Green Card – Schein-Ehe mit Hindernissen (Green Card)
- 1991: Hudson Hawk – Der Meisterdieb (Hudson Hawk)
- 1991: Object of Beauty (The Object of Beauty)
- 1992: The Player
- 1993: Luck, Trust & Ketchup: Robert Altman in Carver Country
- 1993: Short Cuts
- 1993: Der Tod lauert in Kairo (Ruby Cairo)
- 1993: Und täglich grüßt das Murmeltier (Groundhog Day)
- 1994: Bad Girls
- 1994: Vier Hochzeiten und ein Todesfall (Four Weddings and a Funeral)
- 1995: Entfesselte Helden (Unstrung Heroes)
- 1996: Michael
- 1996: Vier lieben dich (Multiplicity)
- 1997: Am Ende der Gewalt (The End of Violence)
- 1998: Shadrach – Die Heimkehr des Fremden (Shadrach)
- 1999: Reaching Normal
- 1999: Die Muse (The Muse)
- 1999: Muppets aus dem All (Muppets from Space)
- 1999: Ticket to Love (Just the Ticket)
- 2000: Harrison’s Flowers
- 2001: Heiraten für Fortgeschrittene (Crush)
- 2001: Stadt, Land, Kuss (Town & Country)
- 2001: Abendessen mit Freunden (Dinner with Friends)
- 2002: Ginostra
- 2005: Beauty Shop
- 2005: The Last Sign
- 2005: Ein Haus in Irland (Tara Road)
- 2006: Der tierisch verrückte Bauernhof (Barnyard, Stimme)
- 2007: Intervention
- 2008: Inconceivable
- 2009: Mein Vater, seine Frauen und ich (The Six Wives of Henry Lefay)
- 2010: As Good As Dead
- 2010: Patricia Cornwell – Gefahr (At Risk, Fernsehfilm)
- 2010: Patricia Cornwell – Undercover (The Front, Fernsehfilm)
- 2010: Happiness Runs
- 2010: Daydream Nation
- 2011: Plötzlich Star (Monte Carlo)
- 2011: Footloose
- 2012: Jane by Design (Fernsehserie, 18 Episoden)
- 2012: 30 Rock (Fernsehserie, 6.9. Schalttag)
- 2013–2015: Cedar Cove – Das Gesetz des Herzens (Cedar Cove, Fernsehserie, 36 Episoden)
- 2015: Magic Mike XXL
- 2017: Love After Love
- 2017: No Way Out – Gegen die Flammen (Only the Brave)
- 2017: Die Weihnachtskarte (Christmas Inheritance)
- 2017: Trial & Error (Fernsehserie, Episode 1x13 The Verdict)
- 2017: At Home in Mitford (Fernsehfilm)
- 2018: The Beach House (Fernsehfilm)
- 2018: Paper Year
- 2019: Cuckoo (Fernsehserie, 7 Episoden)
- 2019: The Last Laugh
- 2019: Ready or Not – Auf die Plätze, fertig, tot (Ready or Not)
- 2020: Dashing in December (Fernsehfilm)
- 2020: The Dress Up Gang (Fernsehserie, 6 Episoden)
- 2020: Wireless (Fernsehserie, 9 Episoden)
- 2021: No Man’s Land
- 2021: Mr. Mayor (Fernsehserie, Episode 1x03 Brentwood Trash)
- 2021: Maid (Miniserie, 10 Episoden)
- 2022: Because Of You (Along for the Ride)
- 2022: Good Girl Jane
- 2023: My Happy Ending
- seit 2023: The Way Home (Fernsehserie)
- 2023: Die andere Zoey (The Other Zoey)
- 2024: Red Right Hand

## Auszeichnungen
Golden Globe Award
- 1991: Nominierung als beste Hauptdarstellerin – Musical/Komödie für Green Card – Schein-Ehe mit Hindernissen
- 1995: Nominierung als beste Hauptdarstellerin – Musical/Komödie für Vier Hochzeiten und ein Todesfall
- 2022: Nominierung als beste Nebendarstellerin – Serie, Miniserie oder Fernsehfilm für Maid

Saturn Award
- 1994: Beste Hauptdarstellerin für Und täglich grüßt das Murmeltier